# Cyclosorus lebeufii
Cyclosorus lebeufii är en kärrbräkenväxtart som först beskrevs av John Gilbert Baker och som fick sitt nu gällande namn av W.M.Chu.
Cyclosorus lebeufii ingår i släktet Cyclosorus och familjen Thelypteridaceae. Inga underarter finns listade i Catalogue of Life.